# Lijst van nummer 1-hits in Ierland in 2005
Deze hits stonden in 2005 op nummer 1 in de Ierse Single Top 100, de bekendste hitlijst in Ierland.
| Datum        | Artiest                           | Titel                             |
| ------------ | --------------------------------- | --------------------------------- |
| 6 januari    | Jay-Z & Linkin Park               | Numb/Encore                       |
| 13 januari   | Jay-Z & Linkin Park               | Numb/Encore                       |
| 20 januari   | Jay-Z & Linkin Park               | Numb/Encore                       |
| 27 januari   | Jay-Z & Linkin Park               | Numb/Encore                       |
| 3 februari   | ZOO                               | Poison/I Believe                  |
| 10 februari  | Brian McFadden & Delta Goodrem    | Almost Here                       |
| 17 februari  | Jennifer Lopez                    | Get Right                         |
| 24 februari  | Nelly & Tim McGraw                | Over and Over                     |
| 3 maart      | Nelly & Tim McGraw                | Over and Over                     |
| 10 maart     | Nelly & Tim McGraw                | Over and Over                     |
| 17 maart     | McFly                             | All About You/You've Got a Friend |
| 24 maart     | McFly                             | All About You/You've Got a Friend |
| 31 maart     | Tony Christie & Peter Kay         | (Is This the Way to) Amarillo     |
| 7 april      | Tony Christie & Peter Kay         | (Is This the Way to) Amarillo     |
| 14 april     | Tony Christie & Peter Kay         | (Is This the Way to) Amarillo     |
| 21 april     | Tony Christie & Peter Kay         | (Is This the Way to) Amarillo     |
| 28 april     | Tony Christie & Peter Kay         | (Is This the Way to) Amarillo     |
| 5 mei        | Akon                              | Lonely                            |
| 12 mei       | Akon                              | Lonely                            |
| 19 mei       | Akon                              | Lonely                            |
| 26 mei       | Akon                              | Lonely                            |
| 2 juni       | Crazy Frog                        | Axel F                            |
| 9 juni       | Crazy Frog                        | Axel F                            |
| 16 juni      | Crazy Frog                        | Axel F                            |
| 23 juni      | Crazy Frog                        | Axel F                            |
| 30 juni      | 2pac & Elton John                 | Ghetto Gospel                     |
| 7 juli       | 2pac & Elton John                 | Ghetto Gospel                     |
| 14 juli      | 2pac & Elton John                 | Ghetto Gospel                     |
| 21 juli      | James Blunt                       | You're Beautiful                  |
| 28 juli      | James Blunt                       | You're Beautiful                  |
| 4 augustus   | James Blunt                       | You're Beautiful                  |
| 11 augustus  | James Blunt                       | You're Beautiful                  |
| 18 augustus  | Daniel Powter                     | Bad Day                           |
| 25 augustus  | Daniel Powter                     | Bad Day                           |
| 1 september  | Daniel Powter                     | Bad Day                           |
| 8 september  | The Pussycat Dolls & Busta Rhymes | Don't Cha                         |
| 15 september | The Pussycat Dolls & Busta Rhymes | Don't Cha                         |
| 22 september | The Pussycat Dolls & Busta Rhymes | Don't Cha                         |
| 29 september | The Pussycat Dolls & Busta Rhymes | Don't Cha                         |
| 6 oktober    | Sugababes                         | Push the Button                   |
| 13 oktober   | Sugababes                         | Push the Button                   |
| 20 oktober   | Sugababes                         | Push the Button                   |
| 27 oktober   | Westlife                          | You Raise Me Up                   |
| 3 november   | Westlife                          | You Raise Me Up                   |
| 10 november  | Westlife                          | You Raise Me Up                   |
| 17 november  | Westlife                          | You Raise Me Up                   |
| 24 november  | Westlife                          | You Raise Me Up                   |
| 1 december   | Westlife                          | You Raise Me Up                   |
| 8 december   | The Black Eyed Peas               | My Humps                          |
| 15 december  | Nizlopi                           | JCB Song                          |
| 22 december  | Mario Rosenstock                  | Leave Right Now                   |
| 29 december  | Nizlopi                           | JCB Song                          |